# Milorad Diskić
Milorad Diskić je bio istaknuti nogometaš sredinom 20 stoljeća.

## Igračka karijera

### Mlade godine
Diskić je svoju igračku karijeru započeo još prije 2. svjetskog rata igrajući za matični klub Momčilo iz Leskovca. Od početka pa do završetka karijere igrao je na poziciji braniča i centarhalfa. 

### Od Mornara do Radničkog
Odlaskom na odsluženje vojnog roka nastupa u redovima tadašnjeg splitskog vojno-mornaričkog nogometnog kluba Mornar. Odigravši zapažene utakmice, nakon raspuštanja Mornara 1949. godine, prelazi u splitski Hajduk. 
 U dresu Hajduka od 1950. – 1952. g. odigrao je tri prvenstvene i 21 prijateljsku utakmicu i proslavio osvajanje prve Hajdukove poslijeratne titule prvaka države. U Splitu ipak ne ostaje dugo. Već sljedeće godine odlazi u beogradsku Crvenu zvezdu i te sezone osvaja još jednu titulu prvaka države. U redovima Zvezde ostaje tri godine i potom odlazi u drugi, "stari" beogradski klub – Radnički. I u njemu Diskić nastupa s uspjehom. Igrao je u finalu Kupa maršala Tita 1956./57. na utakmici Partizan – Radnički 5:3. U Radničkom Diskić nastupa do kraja sezone 1957/58.
Statistika u Hajduku
| Natjecanje        | Nastupi | Zgoditci |
| ----------------- | ------- | -------- |
| Prvenstvo         | 3       | 0        |
| Kup               | 0       | 0        |
| Superkup          | 0       | 0        |
| Međunarodne       | 0       | 0        |
| Splitski podsavez | 0       | 0        |
| Ukupno            | 3       | 0        |
| Prijateljske      | 21      | 0        |
| Sveukupno         | 24      | 0        |

Diskićeva prva službena utakmica je ona u kojoj je Hajduk igrao 2:2 s Crvenom zvezdom u Beogradu 23. travnja 1950. za prvenstvo Jugoslavije. Obadva gola tada je dao F. Matošić. Druga utakmica koju je odigrao bila je protiv Budućnosti u Titogradu 30. travnja 1950. koja je golovima Luštice i Andrijaševiča završila s 1:2, pobjedom Hajduka. Hajduk je te sezone postao prvak bez ijednog poraza. Treću, svoju posljednju službenu utakmicu odigrao je 24. svibnja 1952. protiv Crvene zvezde u Beogradu, završilo s 1:0. Hajuk je ipak i te 1952. godine postao prvak Jugoslavije s legendarnim Bearom na vratima.

### Reprezentativna karijera
Poziv u reprezentaciju Diskić dobiva 1952. uoči Olimpijskih igara u Helsinkiju. Na svih šest utakmica koje je odigrala reprezentacija Jugoslavije na Olimpijadi, Diskić je bio rezerva.

## Ostalo
Operni pjevač Nikola Diskić (bariton) njegov je unuk.